# Kurt Van Landeghem
Kurt Van Landeghem (Sint-Gillis-Waas, 22 maggio 1972) è un ex ciclista su strada belga, professionista dal 2000 al 2006.

## Carriera
Corridore in forza alla Agritubel, fu attivo tra i professionisti dal 2000 al 2004. Conseguì numerosi piazzamenti nelle corse di un giorno belghe, tra cui spicca il secondo  Gullegem Koerse del 2003.

## Palmarès

### Strada
- 2001

Internatie Reningelst
- 2003

Internatie Reningelst